# エド・フランダース
エド・フランダース（Ed Flanders, 本名：Edward Paul Flanders、1934年12月29日 - 1995年2月22日）は、アメリカ合衆国の俳優。
ミネアポリス出身。『セント・エルスウェア』などテレビドラマを中心に出演、プライムタイム・エミー賞を3回受賞した。また、映画『マッカーサー』でのハリー・S・トルーマン役など、アメリカ合衆国大統領を始め実在の政治家役を多く演じた。
1995年2月22日、自宅で銃で自殺した。60歳。

## 主な出演作品

### 映画
- クリスチーヌの性愛記 The Grasshopper (1970)
- 殺しを呼ぶ情事 Travis Logan, D.A. (1971) テレビ映画
- さようなら、おんぼろアン Goodbye, Raggedy Ann (1971) テレビ映画
- パニック・オン・ザ・5：22 Indict and Convict (1974) テレビ映画
- 女死刑囚の秘密 The Legend of Lizzie Borden (1975) テレビ映画、ソフトタイトル『リジー・ボーデン 奥様は殺人鬼』
- FBI/ミシシッピー・クライシス Attack on Terror: The FBI vs. the Ku Klux Klan (1975) テレビ映画
- 我が生涯の大統領/ルーズベルト夫人風雪の60年 Eleanor and Franklin (1976) テレビ映画
- ハワード・ヒューズ物語 The Amazing Howard Hughes (1977) テレビ映画
- マッカーサー MacArthur (1977)
- トゥインクル・トゥインクル・キラー・カーン The Ninth Configuration (1980)
- インチョン! Inchon! (1981) 声のみ、クレジットなし
- 告白 True Confessions (1981)
- ハイジャック・コネクション/クーパーの大仕事 The Pursuit of D. B. Cooper (1981)
- スコーキー/ユダヤとナチの凄絶な戦い Skokie (1981) テレビ映画
- エクソシスト3 The Exorcist III (1990)
- リンカーン/アメリカを統一した男 The Perfect Tribute (1991) テレビ映画
- 虚偽/シチズン・コーン Citizen Cohn (1992) テレビ映画
- デルタ17°/戦火の目撃者 Message from Nam (1993) テレビ映画
- バイバイ・ラブ Bye Bye Love (1995)

### テレビドラマ
- 決闘シマロン街道 Cimarron Strip (1967)
- 西部の王者ダニエル・ブーン Daniel Boone (1969)
- ハワイ5-0 Hawaii Five-O (1969-1975)
- ネーム・オブ・ザ・ゲーム The Name of the Game (1971)
- 痛快! 自動車野郎 Bearcats! (1971)
- 署長マクミラン McMillan & Wife (1971)
- スパイ大作戦 Mission: Impossible (1971)
- マニックス Mannix (1972)
- 保安官ニコルス Nichols (1972)
- 保安官サム・ケイド Cade's County (1972)
- 鬼警部アイアンサイド Ironside (1972)
- ボールド・ワンズ The Bold Ones: The New Doctors (1972)
- マッシュ M*A*S*H (1972)
- 探偵スヌープ姉妹 The Snoop Sisters (1972)
- 私立探偵バニヨン Banyon (1972)
- 燃えよ! カンフー Kung Fu (1973)
- ドクター・ウェルビー Marcus Welby, M.D. (1974)
- 名探偵ジョーンズ Barnaby Jones (1974)
- ホワイト・ハウス Backstairs at the White House (1979) ミニシリーズ
- 死霊伝説 Salem's Lot (1979) ミニシリーズ
- セント・エルスウェア St. Elsewhere (1982-1988)